# Paraceratodus
Paraceratodus is een geslacht van uitgestorven longvissen. Slechts de enige soort Paraceratodus germaini is bekend uit het Laat-Perm of het Vroeg-Trias van Madagaskar. Fylogenetisch bewijs ondersteunt dat het het meest basale lid is van de onderorde Ceratodontoidei, die moderne longvissen bevat, en net als bij de rest van de orde divergeerde het waarschijnlijk tijdens het Laat-Carboon.
De typesoort is Paraceratodus germaini. De geslachtsnaam betekent 'nabij Ceratodus'. De soortaanduiding eert Louis Germain.